# Feixe atômico
Feixe atômico é um caso especial de feixe de partículas; é o fluxo colimado (feixe) de átomos neutros. Os sistemas de imagem que utilizam os feixes atômicos lentos podem usar a placa de zona de Fresnel (lente de difração de Fresnel) ou um espelho de difração de Fresnel como elemento de focalização. O sistema de imagem com feixe atômico poderia proporcionar resolução submicrométrica.

## História
Em 1911, Louis Dunoyer observou 'raios' de vapor de sódio em uma câmara de vácuo. Aprendendo com essa experiência, Otto Stern trabalhou com Walther Gerlach para produzir feixes de átomos de prata para seu histórico experimento de Stern-Gerlach, fornecendo a primeira evidência da quantização em escala atômica.
Em 1930, Immanuel Estermann e Stern refletiram um feixe de hélio de fluoreto de lítio, observando os primeiros picos de difração de onda de matéria atômica na intensidade refletida.